# Tommaso Lequio di Assaba
Tommaso Lequio di Assaba (ur. 21 października 1893 w Cuneo, zm. 17 grudnia 1965 w Rzymie) – włoski jeździec sportowy. Trzykrotny medalista olimpijski.
Brał udział w trzech pierwszych igrzyskach rozgrywanych po zakończeniu I wojny światowej (IO 20, IO 24, IO 28), na dwóch zdobywał medale. Startował w skokach przez przeszkody i WKKW. W 1920 triumfował w konkursie indywidualnym w skokach, cztery lata później był drugi – wyprzedził go Szwajcar Alphonse Gemuseus. Trzeci swój medal, brązowy, wywalczył w drużynie w WKKW w 1924.
W 1947 otrzymał Order Wojskowy Włoch V klasy.